# Diplarrena moraea
Diplarrena moraea là một loài thực vật có hoa trong họ Diên vĩ. Loài này được Labill. miêu tả khoa học đầu tiên năm 1800.